# Port-Louis
Port-Louis / Porzh-Loeiz là một xã trong tỉnh Morbihan, thuộc vùng hành chính Bretagne của nước Pháp, có dân số là 2808 người (thời điểm 1999). Xã nằm ngay cạnh thành phố ớn Lorient, chỉ cách một vịnh biển.

## Nhân khẩu học
| 1962  | 1968  | 1975  | 1982  | 1990  | 1999  |
| ----- | ----- | ----- | ----- | ----- | ----- |
| 3 702 | 3 921 | 3 715 | 3 327 | 2 986 | 2 808 |

## Các thành phố kết nghĩa
- Bad Harzburg, Đức

## Những người con của thành phố
- Jules Crozet